# Эббот, Кортни
Кортни Эббот (англ. Courtney Abbot; род. 15 ноября 1989 года) — актриса
 родом из Новой Зеландии, которая получила известность благодаря главной роли Максин в Новозеландском ситкоме для подростков «Девочка против Мальчика». Кортни родилась в Вакатане и окончила Школу Исполнительских и Экранных Искусств Юнитек, она появилась в ряде фильмов и театральных постановок по всей Новой Зеландии.

## Фильмография
| Год         | Название                     | Роль                | Примечания             |
| ----------- | ---------------------------- | ------------------- | ---------------------- |
| 2010        | Бессонные                    | Аврора              | Короткометражный фильм |
| 2011        |                              | Кортни Эббот (себя) | Короткометражный фильм |
| 2011        | Две сестры и двоюродный брат | Марго               | Короткометражный фильм |
| 2011        | Это Либби                    | Либби               | Короткометражный фильм |
| 2012        | Тупая любовь                 | Ники Брикс          | Короткометражный фильм |
| 2012 — 2014 | Девочка против мальчика      | Максин              | Сериал (главная роль)  |
| 2012        | Пираты эфира                 | Женщина II          | Полнометражный фильм   |
| 2013        | Гниль                        | Марго               | Короткометражный фильм |
| 2013        | Вискер                       | Ширл                | Короткометражный фильм |
| 2014        | Что мы делаем в тени         | Студентка           | Художественный фильм   |